# Motoscafo Turismo Silurante
Il Motoscafo Turismo Silurante (MTS) era un mezzo d'assalto usato dagli incursori della Regia Marina italiana durante la seconda guerra mondiale.

## Storia
Fu mutuato da un motoscafo da turismo con scafo in legno, il M.T.M. (Motoscafo turismo modificato). Era capace di trasportare un equipaggio di 2 uomini e 2 tubi lanciasiluri. Fu usato in diverse azioni belliche, non tutte coronate da successo.
Ad esso fece seguito il Motoscafo da turismo silurante modificato (MTSM) derivato dal precedente, che fu largamente impiegato in Mar Nero, Tunisia, Sicilia e Sardegna.

## Versioni
- M.T.S. (Motoscafo turismo silurante)-  1,75 tonn., 90 cv, 28 nodi (1940-1941)
- M.T.S.M. (Motoscafo turismo silurante modificato)- 3 tonn., 190 cv, 32 nodi (1941-1945)
- M.T.S.M.A. (Motoscafo da turismo silurante modificato allargato) - 3,7 tonn., 190 cv, 29 nodi (1943-1945)  [4]